# EAGLE
EAGLE — система автоматизированного проектирования печатных узлов (плат) относящаяся к типу EDA. EAGLE пользуется популярностью среди западных радиолюбителей из-за своей бесплатной лицензии и наличия в Интернете большого количества библиотек компонентов.
Изначально разработана немецкой компанией CadSoft Computer GmbH. В 2009 г. компания была продана Premier Farnell, затем в 2016 г. была приобретена американской компанией Autodesk.
Название программы происходит от немецкого Einfach Anzuwendender Grafischer Layout-Editor,  который на английском стал означать Easily Applicable Graphical Layout Editor с сохранением смысла с немецкого.
В бесплатном варианте функциональность ограничена (ограничения могут различаться от версии к версии):
- До двух листов схем;
- Не поддерживаются многослойные платы (максимум 2 слоя);
- Площадь печатной платы не более 80 см²;
- Только для некоммерческого использования.

## Лицензия
Начиная с версии EAGLE 8.0.0, существуют выпуски Premium, Standard, Free и Student & educator, причем Standard и Premium продаются по ежемесячной или годовой подписке, требующей повторной активации в Интернете каждые 14 дней (30 дней с версии 9.0).
В январе 2020 года с версии EAGLE 9.5.2 был прекращен его выпуск как самостоятельного продукта и стал предоставляться пользователям только в комплекте с подпиской Autodesk Fusion 360.
Сравнение функций для различных доступных выпусков:
| Версия                                         | Количество листов схемы | Количество слоёв | Размер печатной платы | Использование                                            | Цена за месяц | Цена за год |
| ---------------------------------------------- | ----------------------- | ---------------- | --------------------- | -------------------------------------------------------- | ------------- | ----------- |
| Premium (Премиум)                              | 999                     | 16               | 4 м²                  | Любое                                                    | $65           | $510        |
| Student and educator (Студент и преподаватель) | 999                     | 16               | 4 м²                  | Только для студентов и преподавателей                    | Бесплатно     | Бесплатно   |
| Standard (Стандарт)                            | 99                      | 4                | 160 см²               | Любое                                                    | $15           | $100        |
| Free (Бесплатно)                               | 2                       | 2                | 80 см²                | Только для индивидуального некоммерческого использования | Бесплатно     | Бесплатно   |

Для сравнения, цена однопользовательской лицензии версий EAGLE 7.x.x в 2016 г.:
| Версия        | Схематические листы | Слои | Размер печатной платы | Использование                                                         | Стоимость ("LS" без автотрассы) | Цена (с автотрассировкой) |
| ------------- | ------------------- | ---- | --------------------- | --------------------------------------------------------------------- | ------------------------------- | ------------------------- |
| Ultimate (LS) | 999                 | 16   | 4 м²                  | Любое                                                                 | $1145                           | $1640, €1385              |
| Premium (LS)  | 99                  | 6    | 160×100 мм²           | Любое                                                                 | $575                            | $820, €690                |
| Maker         | 99                  | 6    | 160×100 мм²           | Только для индивидуального некоммерческого использования              | —                               | $169, €140                |
| Educational   | 99                  | 6    | 160×100 мм²           | Только для некоммерческого использования студентами и преподавателями | —                               | Бесплатно                 |
| Standard      | 2                   | 2    | 100×80 мм²            | Любое                                                                 | —                               | $69, €62                  |
| Express       | 2                   | 2    | 100×80 мм²            | Только для индивидуального некоммерческого использования              | —                               | Бесплатно                 |

## Основные части
EAGLE предоставляет пользователям:
- Схемный редактор (англ. schematic editor) для работы с принципиальной схемой; при этом в EAGLE принципиальная схема связана и постоянно автоматически синхронизируется с печатной платой в реальном времени.
- Редактор печатных плат (англ. board editor), имеет среди прочих сл. возможности:
  - Автоматическая трассировка печатных плат;
  - CAM-процессор (англ. computer-aided manufactoring), преобразующий файл печатной платы в серию файлов для её изготовления (напр., экспорт в GERBER-формате);
- Редактор библиотек (англ. component library) компонентов. (Библиотеки для многочисленных компонентов уже включены в состав EAGLE. Ннапр., в EAGLE 7 имеются более 300 файлов библиотек.).